# Комплеториевые
Комплеториевые (лат. Completoriaceae) — семейство зигомицетовых грибов из порядка Энтомофторовые (Entomophthorales). Единственный род в составе семейства — Completoria с единственным видом Completoria complens.

## Описание
Вегетативные структуры мелкие, гифовые тела неправильной формы, у которых, возможно, отсутствуют клеточные перегородки. Конидии короткие, не ветвистые, расположены по направлению непосредственно от вегетативных клеток и без клеток конидий.

## Биология
Облигатные межклеточные паразиты гаметофитов папоротниковидных.